# Sierra de Tilarán
La Sierra de Tilarán, también llamada Cordillera de Tilarán o Sierra Minera, es una formación montañosa ubicada en Costa Rica. Localizada al noroeste del país, es una de las dos subdivisiones de la Cordillera de Guanacaste, siendo la otra la Sierra Volcánica de Guanacaste. Se extiende a lo largo de 50 km entre el volcán y la laguna de Arenal, y los Cerros del Aguacate, entre las depresiones de Arenal y Tapezco. Pertenecen a esta cordillera los cerros de Tilarán, Abangares, Cedral, San Antonio, Miramar y Aguacate, en general, que alcanzan elevaciones uniformes de poca altura, hasta 1500 m s. n. m., además del volcán Arenal, de 1670 m s. n. m., y el volcán Chato. La mayor elevación es el cerro Cedral, con 1.842 m s. n. m.
Geológicamente, la Cordillera de Tilarán es un bloque tectónico limitado por fallas, cuyo desarrollo presenta vulcanismo fisural y en escudos, siendo el volcán Arenal y el volcán Chato los últimos remanentes volcánicos de la sierra, aunque sitios como el cerro Jilguero (1.221 m s. n. m.), el cerro La Mina (340 m s. n. m.) y la laguna de Cote (o Cóter) son vestigios producto de actividad volcánica. La arquitectura de la Sierra Minera consiste en un levantamiento estructural formado de rocas volcánicas terciarias con restos de una antigua morfología, con profundos valles y suaves pendientes. Este proceso formativo propició la formación de yacimientos de oro, lo que provocó que, especialmente durante el siglo XIX, los cerros de la Sierra de Tilarán fueron una importante fuente de explotación minera, sobre todo en Abangares y Miramar. Actualmente, existen todavía algunas compañías dedicadas a la extracción de este metal.
El clima de la zona es lluvioso, más templado hacia el Caribe y seco en el Pacífico. En la región se localizan el parque nacional Volcán Arenal y la Reserva de Monteverde, dos de las más importantes áreas de conservación del país. Se ha calculado que el 43% de las aves y el 63% de los mamíferos en vías de extinción que existen en Costa Rica habitan esta región, además de que el 47% de la herpetofauna, el 51% de la avifauna y el 48% de los mamíferos del país se encuentran en esta área. La presencia del volcán, la laguna y las zonas protegidas ha propiciado una intensa actividad turística, además del desarrollo de uno de los más importantes proyectos de generación de energía hidroeléctrica, eólica y de riego del país, administrados por el Instituto Costarricense de Electricidad (ICE).